# Gałkowice Stare
Gałkowice Stare (do 2008 Stare Gałkowice) – wieś w Polsce położona w województwie łódzkim, w powiecie radomszczańskim, w gminie Kamieńsk. Do 2007 roku nosiła nazwę Stare Gałkowice.
W latach 1975–1998 miejscowość administracyjnie należała do województwa piotrkowskiego.